# Maravilhas do Mundo

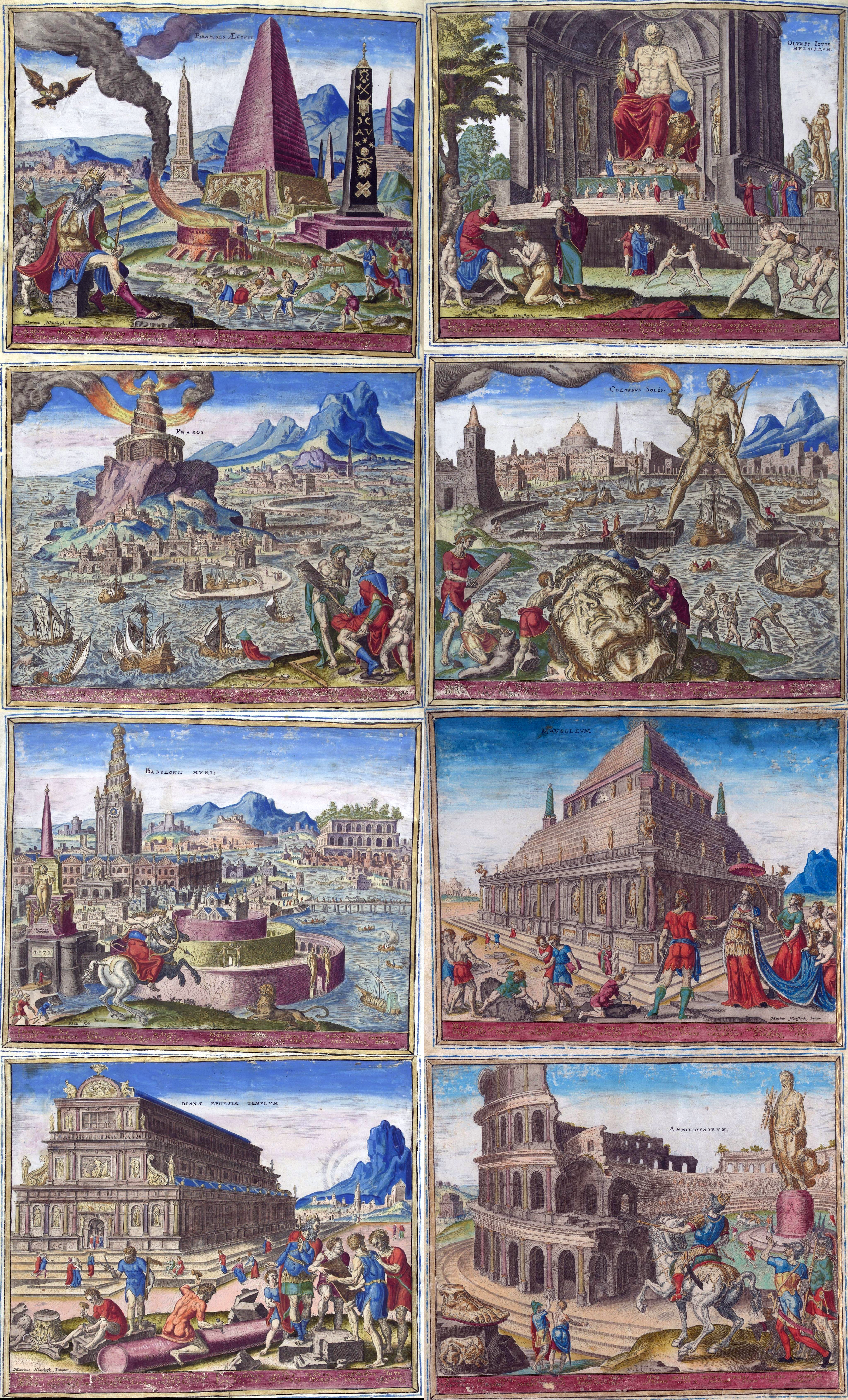
As Sete Maravilhas do Mundo Antigo (da esquerda para a direita, de cima para baixo): Grande Pirâmide de Gizé, Jardins Suspensos da Babilônia, o Templo de Ártemis em Éfeso, a Estátua de Zeus em Olímpia, o Mausoléu de Halicarnasso (também conhecido como Mausoléu de Mausolo), o Colosso de Rodes e o Farol de Alexandria, representados pelo artista holandês Maarten van Heemskerck, no século XVI.

Várias listas de Maravilhas do Mundo foram compiladas desde a antiguidade até os dias de hoje para catalogar as mais espetaculares maravilhas naturais e artificiais.
As Sete Maravilhas do Mundo Antigo são a primeira lista conhecida das mais notáveis criações da antiguidade clássica. Ela foi baseada em manuais populares entre turistas helênicos e inclui apenas obras localizadas ao redor do Mediterrâneo. O número sete foi escolhido porque os gregos acreditavam que ele representasse a perfeição e a abundância, e também por ser o número dos cinco planetas conhecidos na antiguidade, acrescidos do Sol e da Lua. Muitas listas semelhantes a essa foram feitas.

## Sete Maravilhas do Mundo Antigo

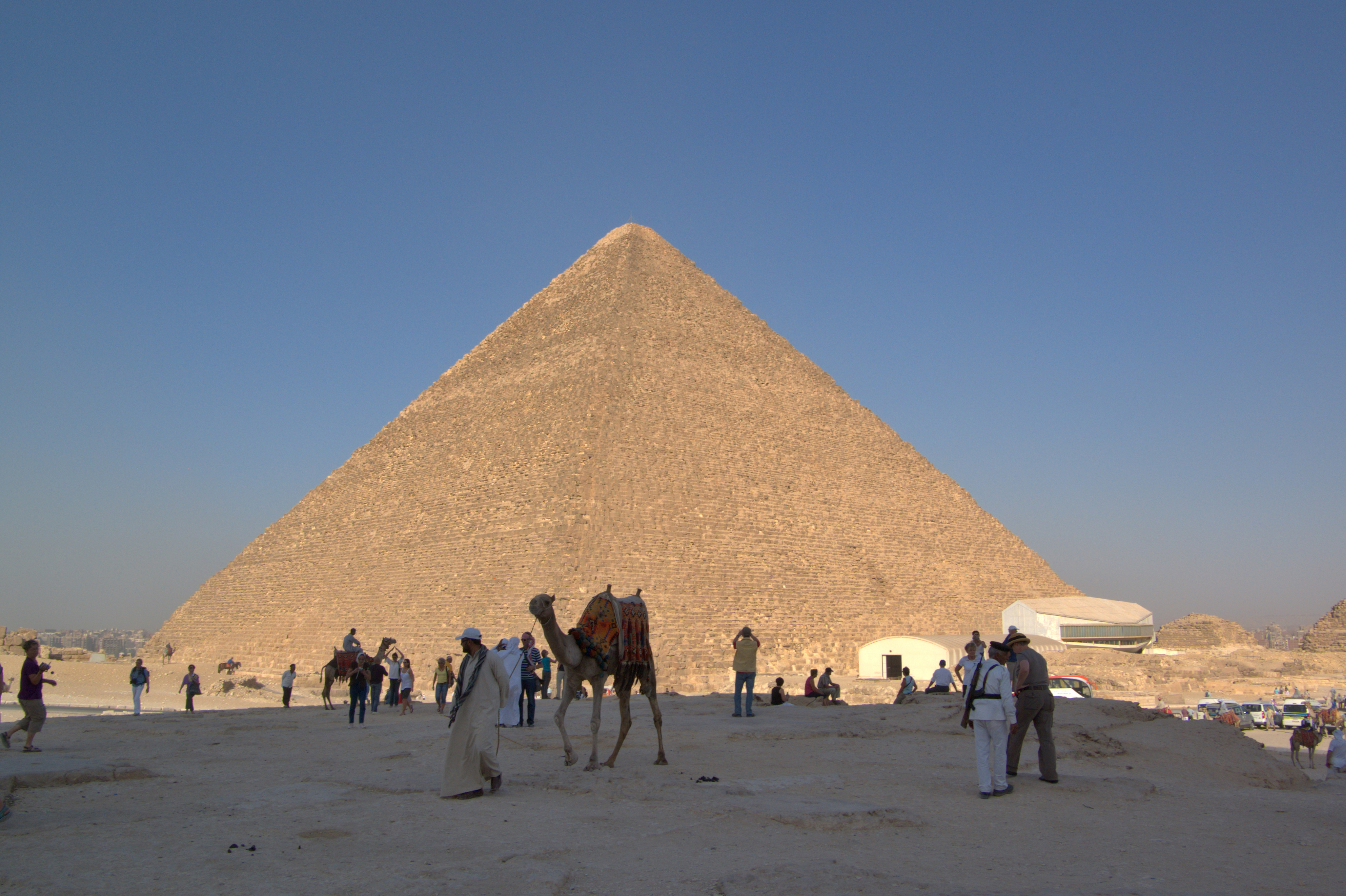
A Grande Pirâmide de Gizé, única maravilha do mundo antigo ainda em existência

O Coliseu, em Roma

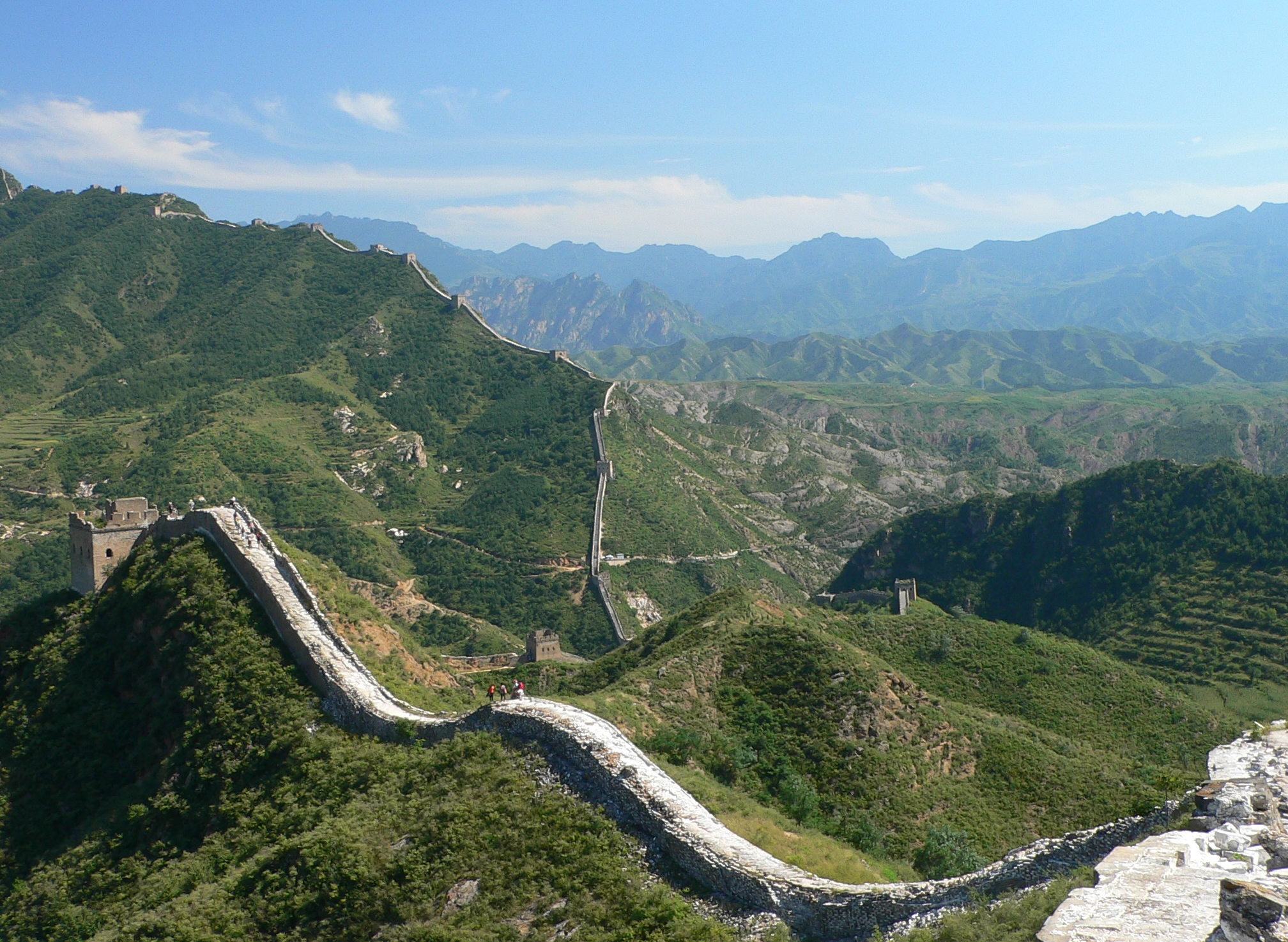
A Grande Muralha da China

Basílica De Santa Sofia

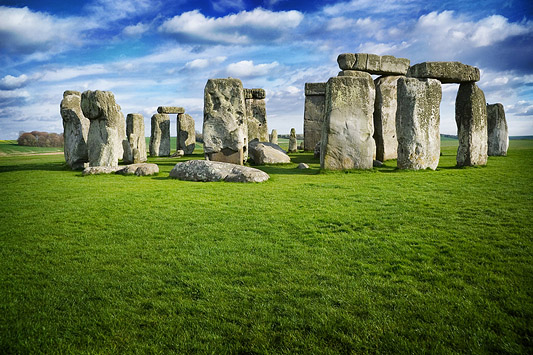
Stonehenge

Machu Picchu

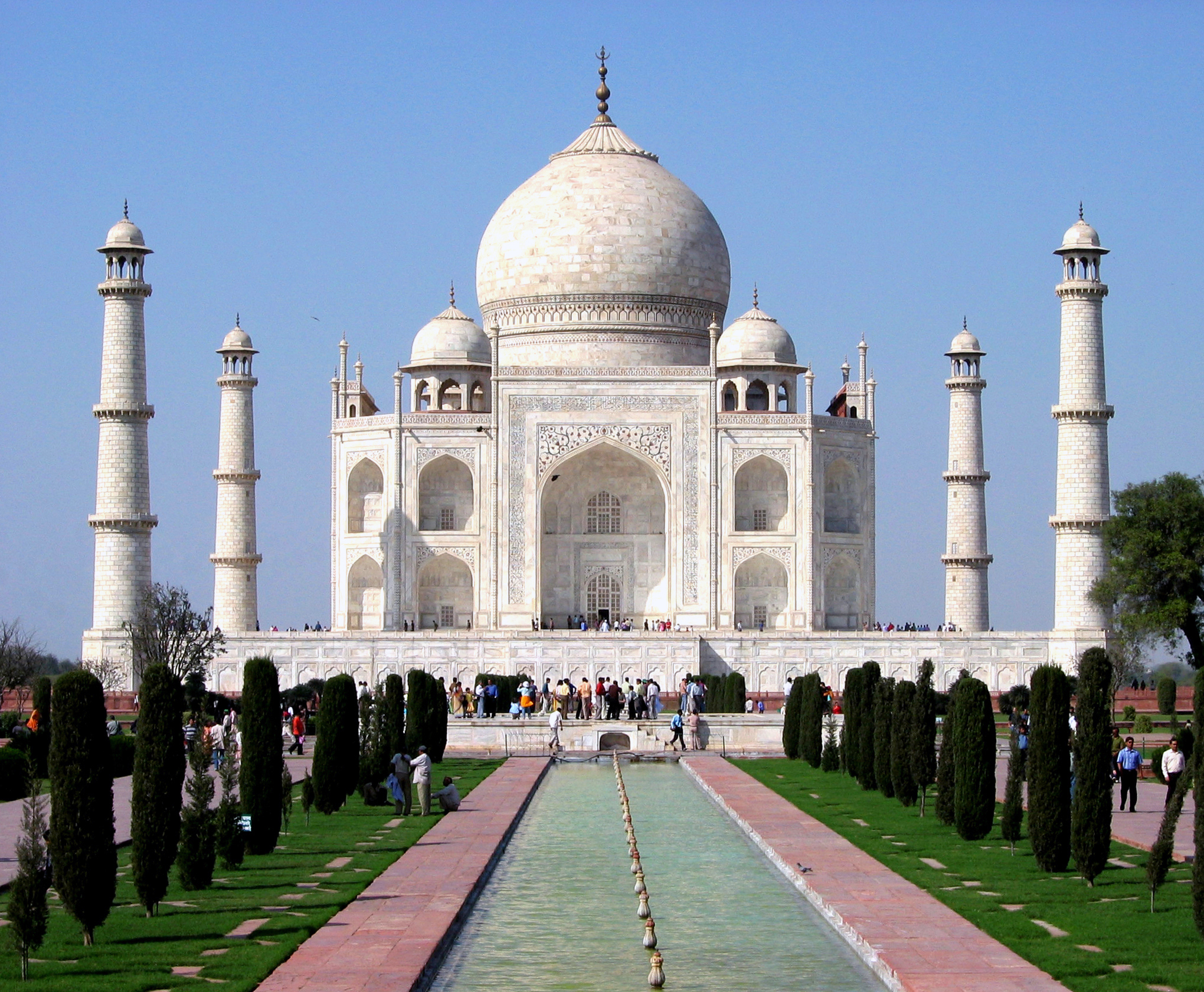
Taj Mahal

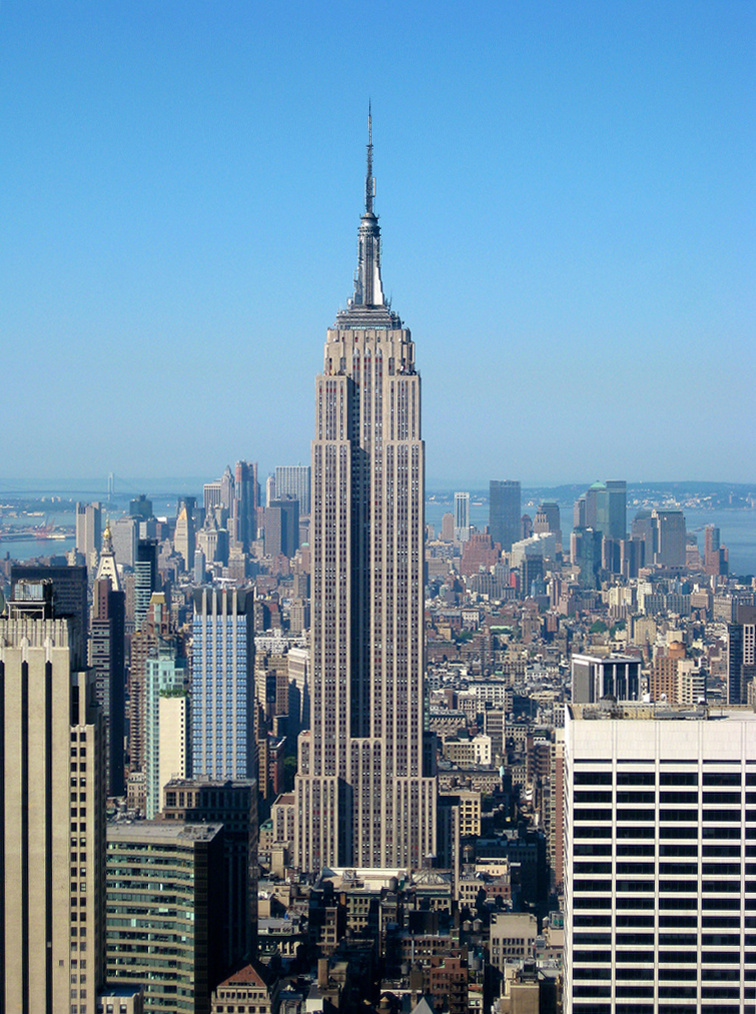
Empire State Building

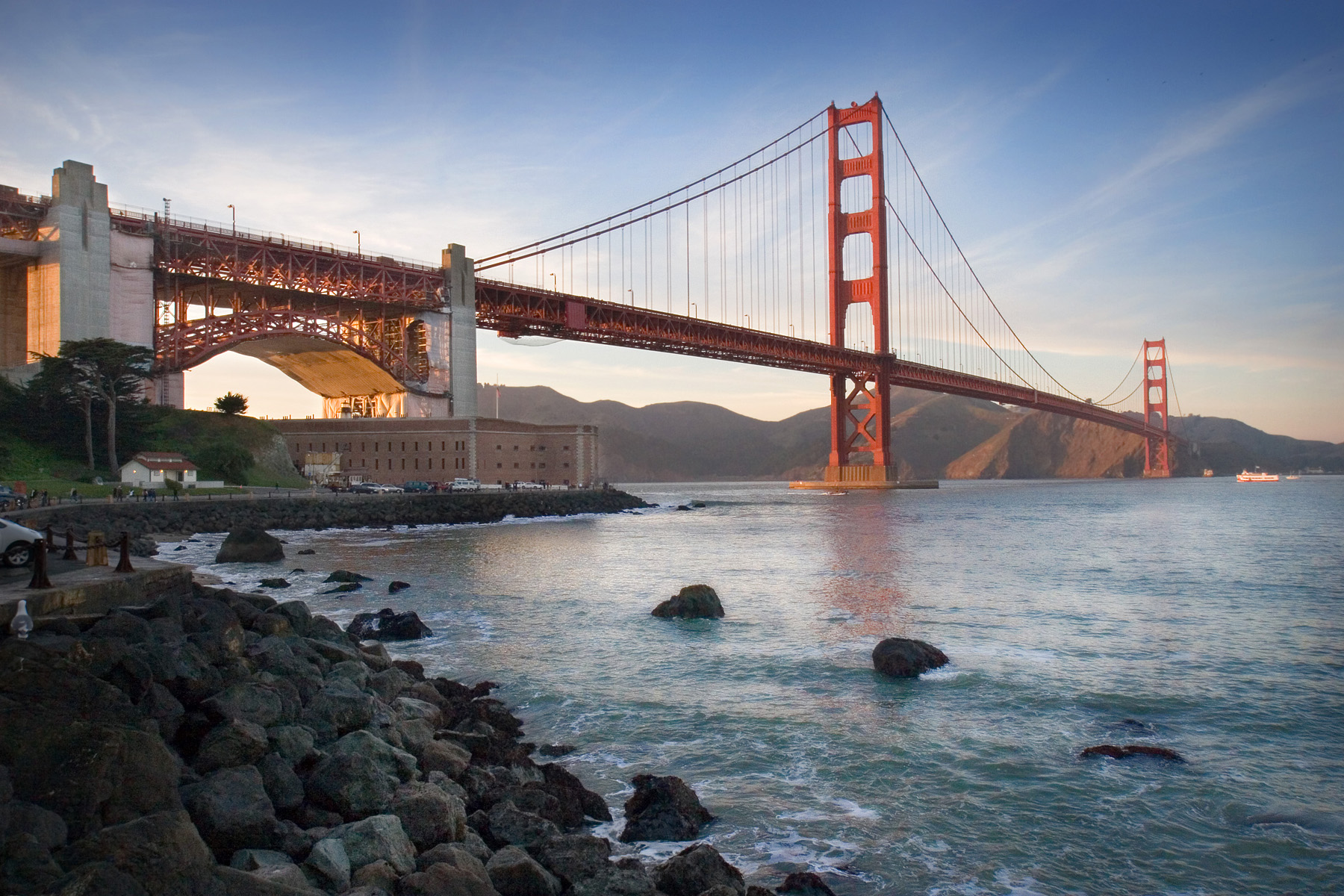
Ponte Golden Gate

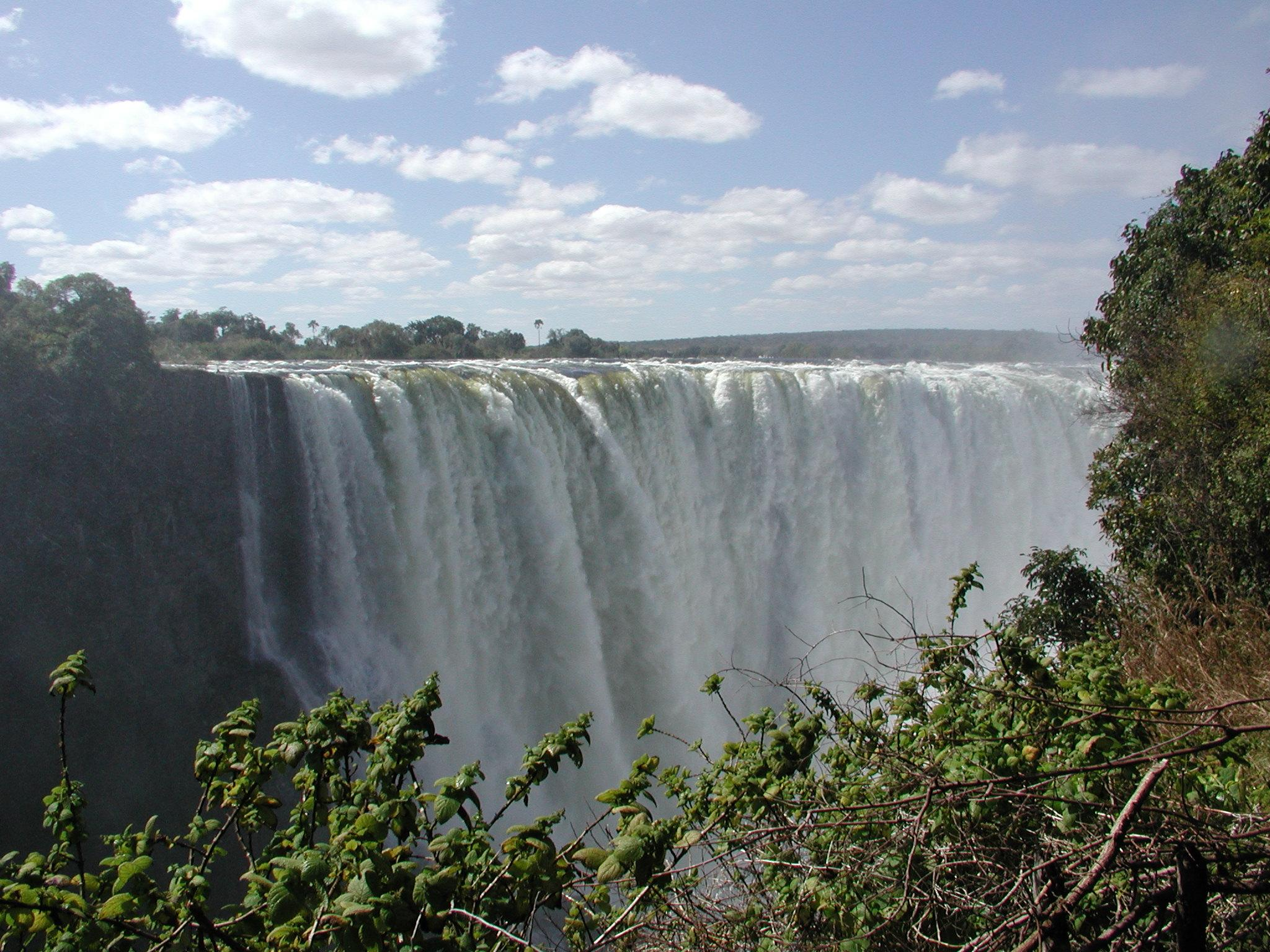
A Victoria Falls contém a maior cascata d'água do mundo em termos de área

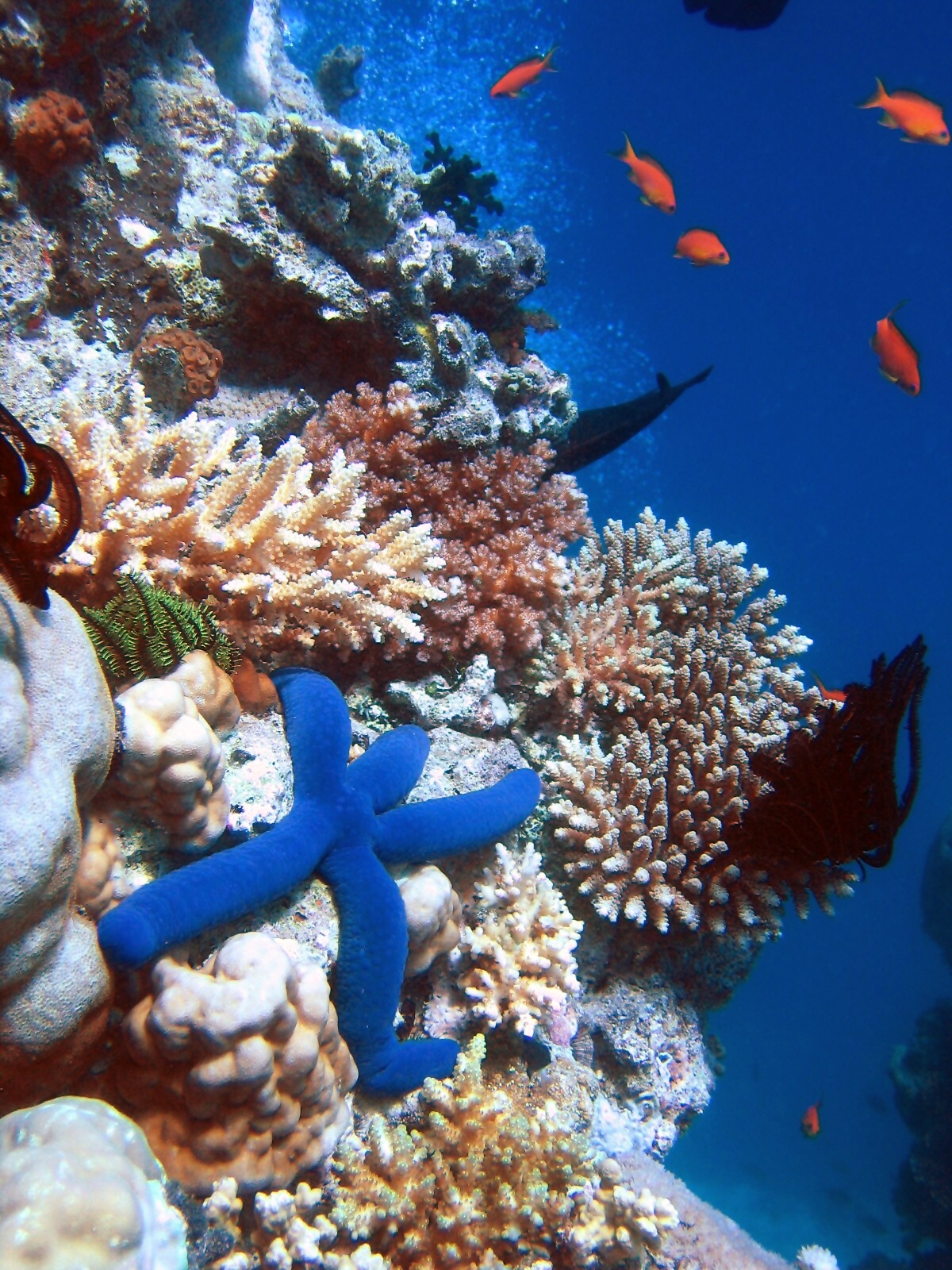
A Grande Barreira De Corais

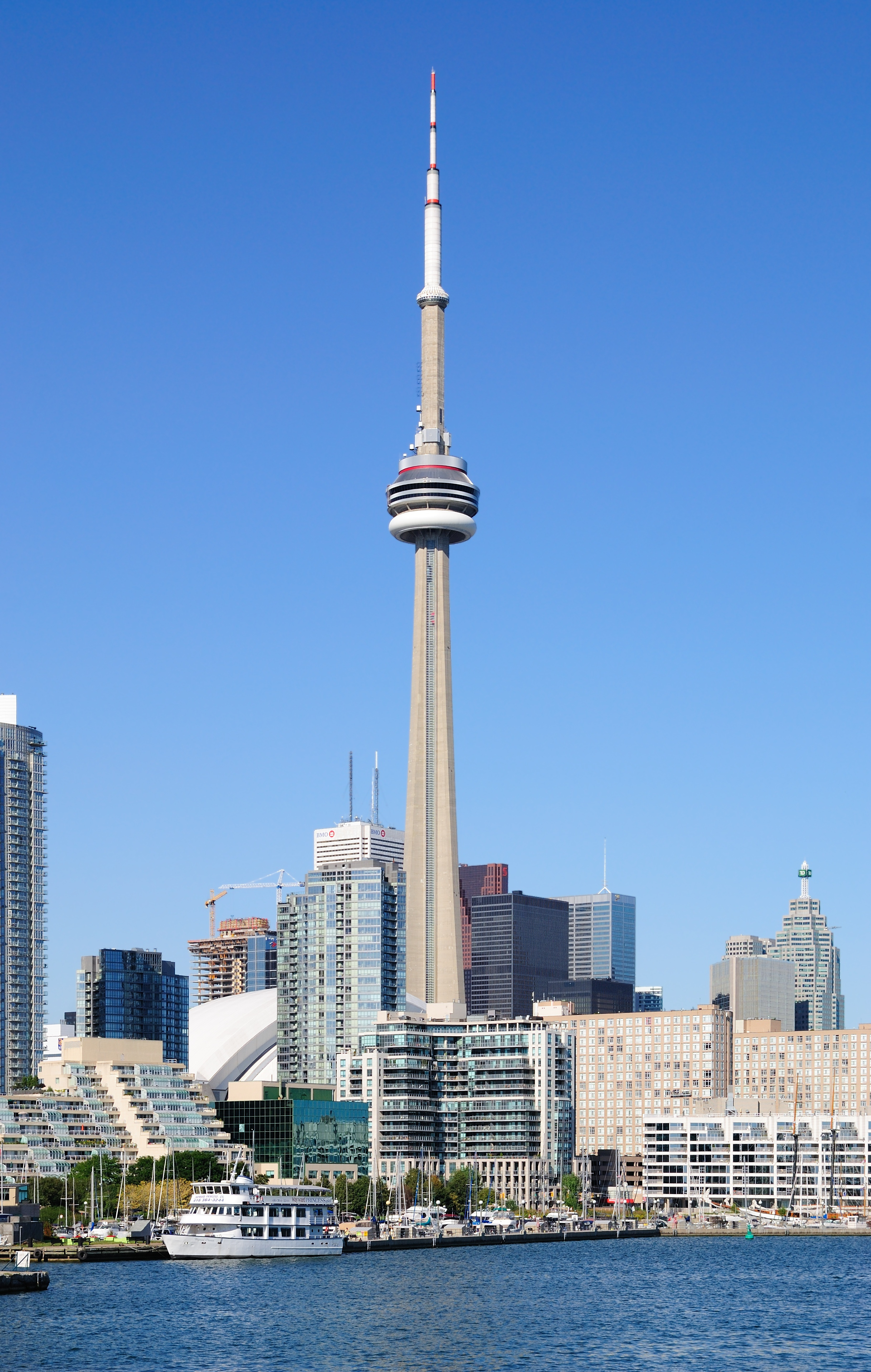
CN Tower

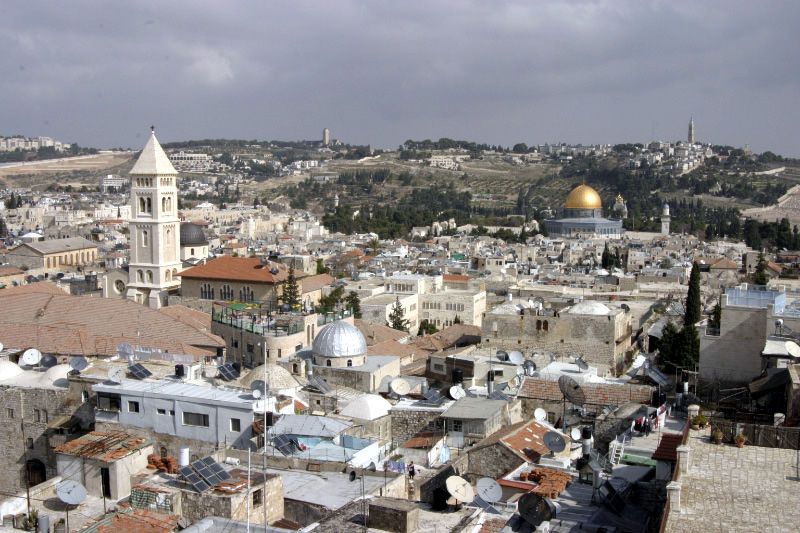
Cidade velha de Jerusalém

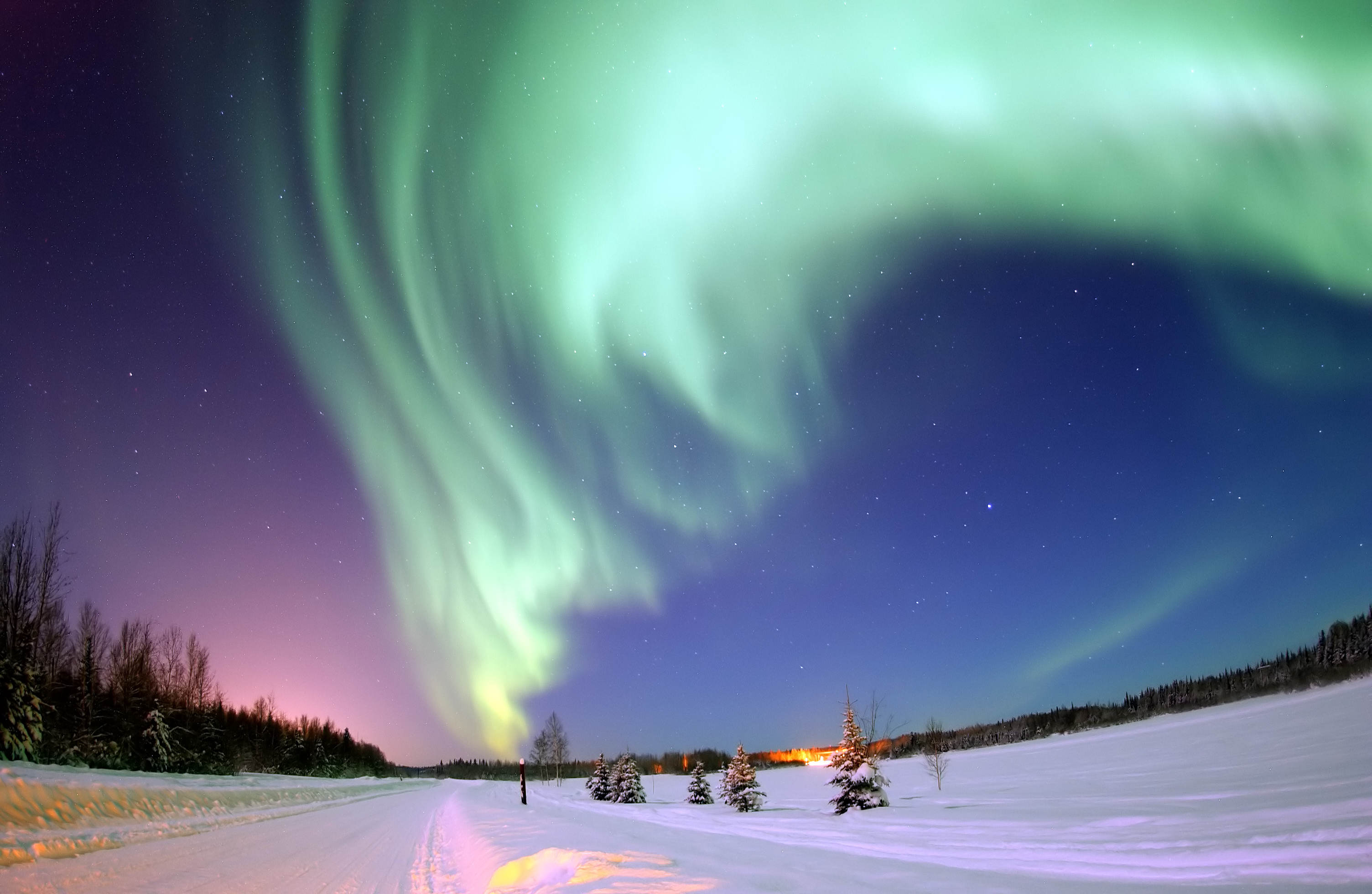
A Aurora Boreal ou Luzes do Norte

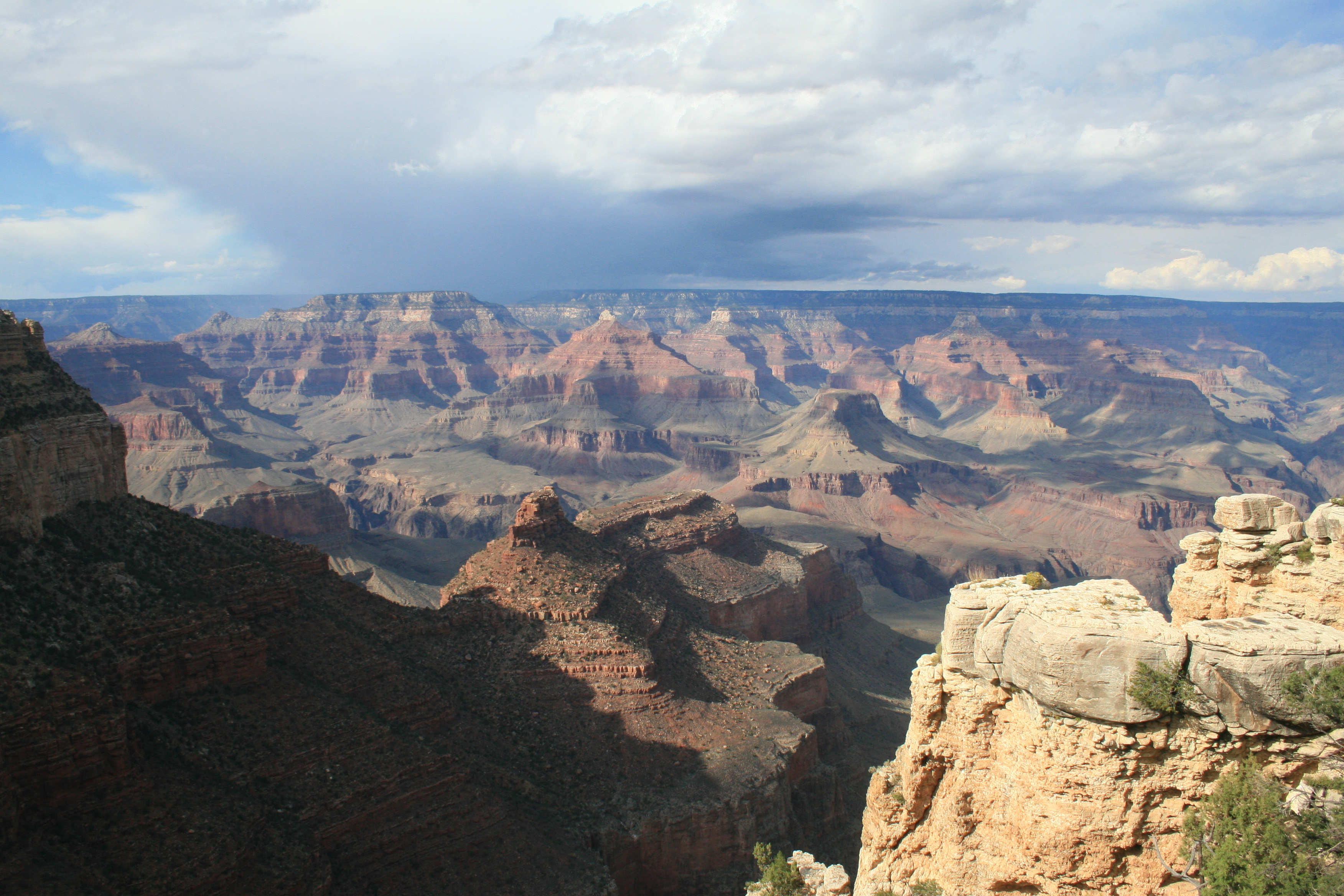
Grand Canyon

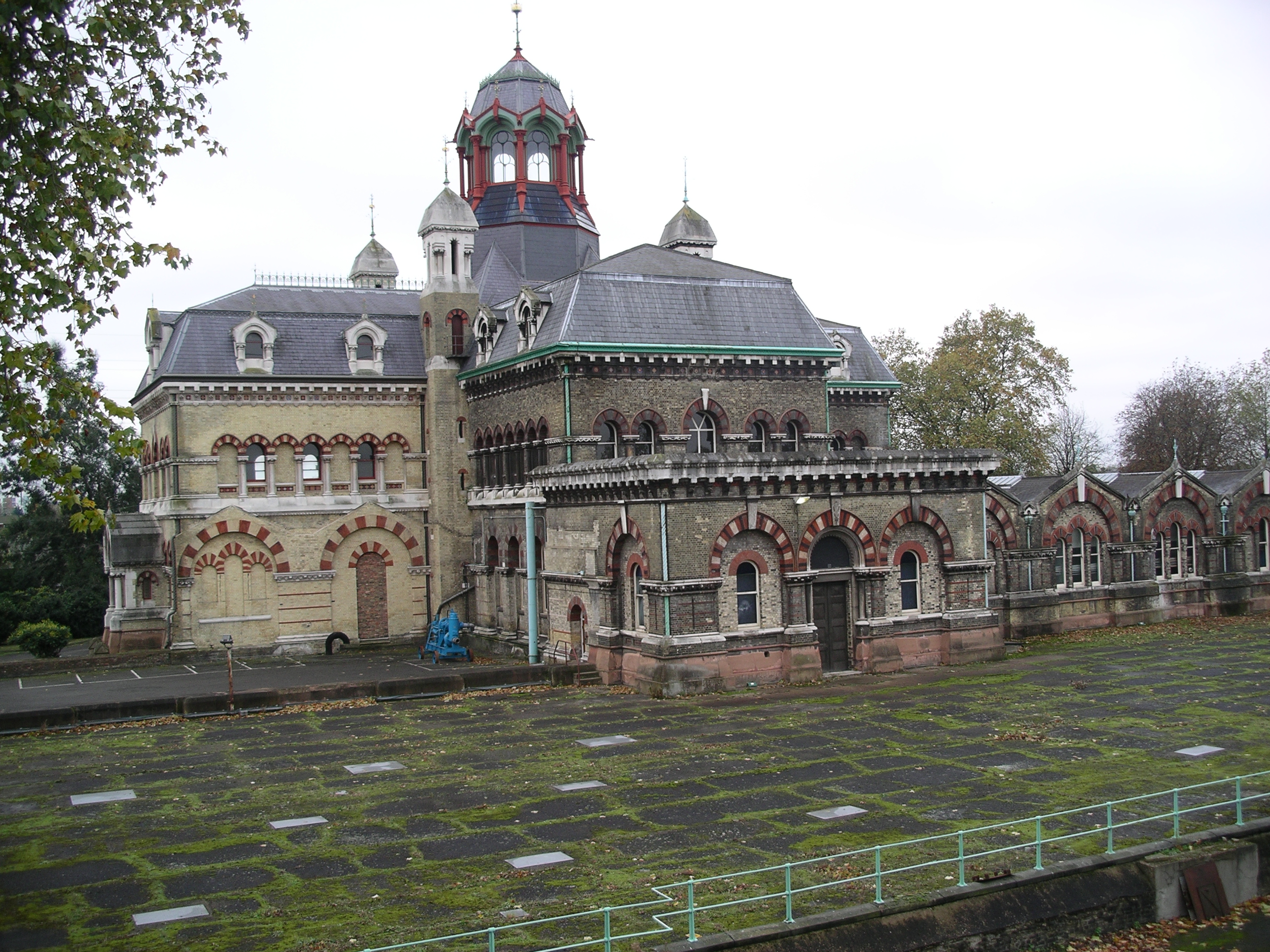
A estação de bombeamento de Abbey Mills, do sistema de esgoto de Londres

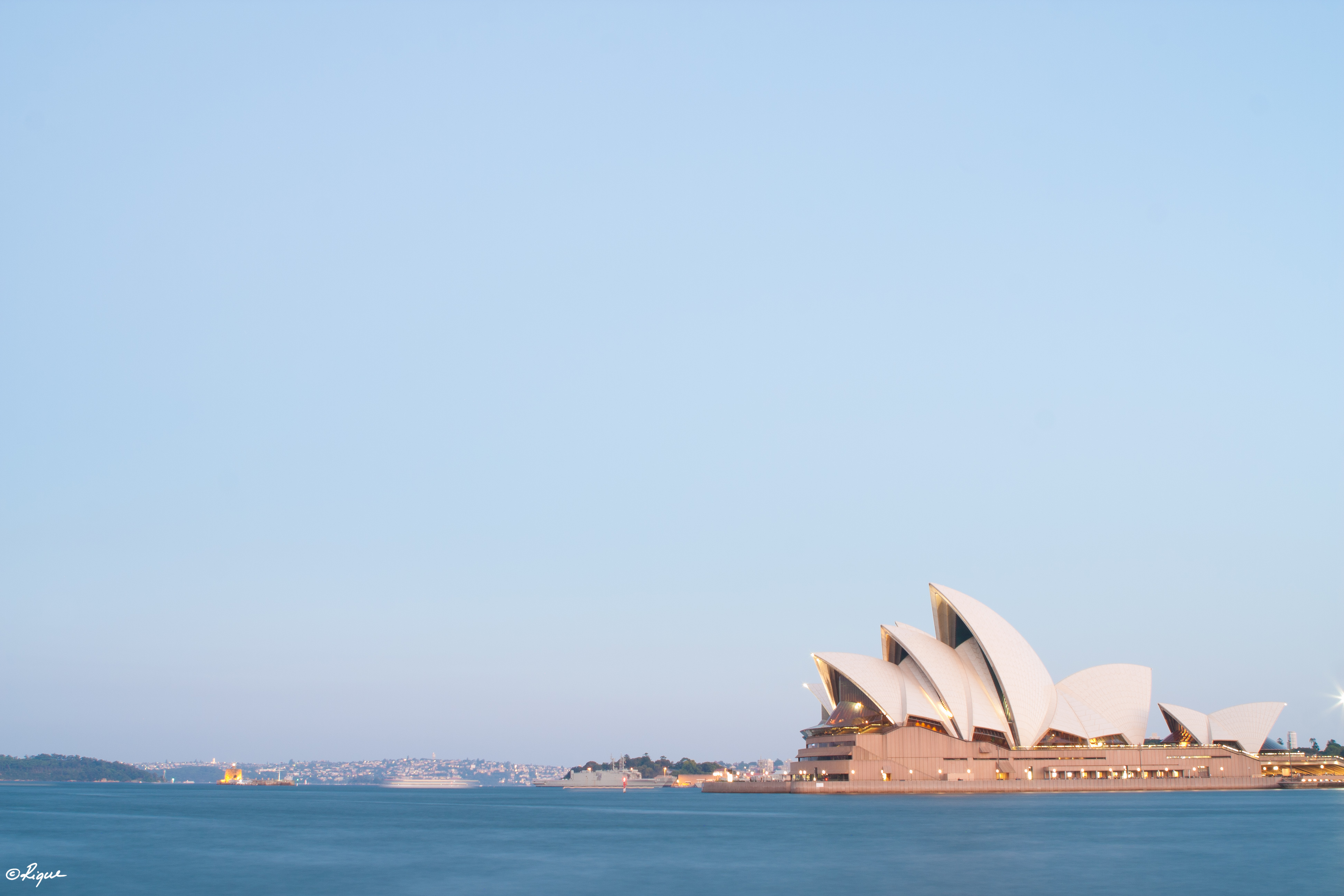
A Casa da Ópera de Sydney

O historiador Heródoto (484–c. 425 a.C.) e o estudioso Calímaco de Cirene (c. 305–240 a.C.)  fizeram, no Museu de Alexandria, as primeiras listas das sete maravilhas. Seus escritos não sobreviveram, exceto como referências.
As sete maravilhas clássicas eram:
- Grande Pirâmide de Gizé
- Jardins suspensos da Babilônia
- Estátua de Zeus em Olímpia
- Templo de Artemis em Éfeso
- Mausoléu de Halicarnasso
- Colosso de Rodes
- Farol de Alexandria

A única maravilha do mundo antigo que ainda existe é a Grande Pirâmide de Gizé.

## Listas de outras eras
No século XIX e no início do século XX alguns escritores fizeram suas próprias listas com nomes como Maravilhas da Idade Média, Sete Maravilhas da Idade Média, Sete Maravilhas da Mentalidade Medieval, e Maravilhas Arquitetônicas da Idade Média. No entanto, é improvável que essas listas tenham origem na Idade Média, porque a palavra medieval não havia sido inventada até o Iluminismo e porque o conceito de Idade Média não havia se tornado popular até o século XVI. O Dicionário de Frases e Fábulas de Brewer se refere a elas como "lista[s] tardia[s]", sugerindo que as listas tenham sido criadas após a Idade Média.
Muitas das estruturas nessas listas foram construídas muito antes da época medieval, mas eram bem conhecidas ainda assim.
Os lugares que constam normalmente são:
- Stonehenge
- Coliseu
- Catacumbas de Kom el Shoqafa
- Grande Muralha da China
- Torre de Porcelana de Nanquim
- Basílica De Santa Sofia
- Torre inclinada de Pisa

Outros lugares, por vezes, incluídos nessas listas:
- Taj Mahal[10]
- Cidadela Do Cairo[11]
- Catedral de Ely[12]
- Abadia De Cluny[13]

## Listas recentes
Seguindo a tradição da lista clássica, organizações e pessoas da contemporaneidade têm criado as suas próprias listas de obras maravilhosas da antiguidade e da modernidade. Algumas das listas mais notáveis estão apresentadas abaixo:

### Sociedade Americana de Engenheiros Civis
Em 1994, a Sociedade Americana de Engenheiros Civis compilou uma lista das Sete Maravilhas do Mundo Moderno em homenagem às "maiores conquistas da engenharia civil do século XX":
| Maravilha                                          | Data de início         | Data terminado       | Localização                                                          | Significado                                                                                     |
| -------------------------------------------------- | ---------------------- | -------------------- | -------------------------------------------------------------------- | ----------------------------------------------------------------------------------------------- |
| Eurotúnel                                          | 1º de dezembro de 1987 | 6 de maio de 1994    | Estreito de Dover, entre o Reino Unido e a França                    | A maior porção subterrânea de um túnel do mundo.                                                |
| Torre CN                                           | 6 de fevereiro de 1973 | 26 de junho de 1976  | Toronto, Ontário, Canadá                                             | A mais alta estrutura autoportante do mundo entre 1976–2007.                                    |
| Empire State Building                              | 22 de janeiro de 1930  | 1° de maio de 1931   | Nova York, NY, EUA                                                   | Estrutura mais alta do mundo entre 1931-1967. Primeiro edifício com mais de 100 andares.        |
| Ponte Golden Gate                                  | 5 de janeiro de 1933   | 27 de maio de 1937   | Estreito de Golden Gate, ao norte de San Francisco, Califórnia, EUA. | A mais longa ponte suspensa do mundo entre 1937–1964.                                           |
| Barragem De Itaipu                                 | Janeiro de 1970        | 5 de maio de 1984    | Rio Paraná, entre Brasil e Paraguai                                  | A segunda maior hidrelétrica operante do mundo em termos de geração anual de energia.           |
| Obras do Projeto Delta/ Obras do Projeto Zuiderzee | 1920                   | 10 de maio de 1997   | Países Baixos                                                        | O maior projeto de engenharia hidráulica levado a cabo pelos Países Baixos durante o século XX. |
| Canal Do Panamá                                    | 1º de janeiro de 1880  | 7 de janeiro de 1914 | Istmo do Panamá                                                      | Um dos projetos maiores e mais difíceis de ser realizado.                                       |

### USA Today
Em novembro de 2006, o jornal nacional americano USA Today e o programa de televisão americano Good Morning America revelaram uma nova lista das Novas Sete Maravilhas, escolhidas por seis juízes. Good Morning America anunciou uma maravilha por dia ao longo de um período de uma semana. Uma oitava maravilha foi escolhida em 24 de novembro de 2006, a partir da opinião dos espectadores.
| Número | Maravilha                                               | Localização                  |
| ------ | ------------------------------------------------------- | ---------------------------- |
| 1      | Palácio De Potala                                       | Lhasa, Tibete, China         |
| 2      | Cidade velha de Jerusalém                               | Jerusalém                    |
| 3      | Calotas polares                                         | Regiões polares              |
| 4      | Monumento Nacional Marinho Papahānaumokuākea            | Havaí, Estados Unidos        |
| 5      | Internet                                                | Terra                        |
| 6      | Ruínas maias                                            | Península De Yucatán, México |
| 7      | Grande Migração de Serengeti e Masai Mara               | Tanzânia e Quênia            |
| 8      | Grand Canyon (oitava maravilha eleita por espectadores) | Arizona, Estados Unidos      |

### Sete Maravilhas Naturais do Mundo
Semelhantemente a outras listas de maravilhas, não há consenso sobre uma lista das Sete Maravilhas Naturais do Mundo, e tem havido debate sobre quão extensa a lista deve ser. Uma das várias listas existentes foi compilada pela CNN:
- Grand Canyon
- Grande Barreira De Corais
- Porto do Rio de Janeiro
- O Monte Everest
- Aurora
- Vulcão de Parícutin
- Cataratas de Vitória

### New7Wonders of the World
Em 2001, uma iniciativa foi iniciada pela corporação suíça Fundação New7Wonders para escolher as Sete Maravilhas do Mundo Moderno (New7Wonders of the World) a partir de uma seleção de duzentos monumentos existentes. 21 finalistas foram anunciados em 1º de janeiro de 2006. Os egípcios, no entanto, ficaram descontentes pela única maravilha original sobrevivente, a Grande Pirâmide de Gizé, ter de competir com obras como a Estátua da Liberdade, a Casa da Ópera de Sydney e outros pontos de interesse, julgando o projeto como absurdo. Em resposta, a pirâmide foi nomeada candidata honorária. Os resultados foram anunciados em 7 de julho de 2007, em Lisboa, Portugal:
| Maravilha               | Data de construção                  | Localização |
| ----------------------- | ----------------------------------- | ----------- |
| Grande Muralha da China | Aproximadamente século VII a.C.     | China       |
| Petra                   | c. 100 a.C.                         | Jordão      |
| Cristo Redentor         | Inaugurado em 12 de outubro de 1931 | Brasil      |
| Machu Picchu            | c. 1450 d.C.                        | Peru        |
| Chichen Itza            | c. 600 d.C.                         | México      |
| Coliseu                 | Concluída em 80 d.C.                | Itália      |
| Taj Mahal               | Concluída em 1648 d.C.              | Índia       |

### New7Wonders of Nature
A New7Wonders of Nature (2007–2011) foi uma iniciativa contemporânea para criar uma lista das sete maravilhas naturais escolhidas através de uma pesquisa global, organizada pelo mesmo grupo responsável pelo New7Wonders of the World:
- Cataratas Do Iguaçu
- Ilha Jeju
- Ilha Komodo
- Rio Subterrâneo de Puerto Princesa
- Montanha da Mesa
- Baía de Ha Long
- Floresta Amazônica

### New7Wonders Cities
New7Wonders Cities foi a terceira votação global organizada pela New7Wonders:
- Durban, África Do Sul
- Vigan, Filipinas
- Havana, Cuba
- Kuala Lumpur, Malásia
- Beirute, Líbano
- Doha, Catar
- La Paz, Bolívia

### Sete Maravilhas do Mundo Subaquático
As Sete Maravilhas do Mundo Subaquático é uma lista elaborada pela CEDAM Internacional, um grupo americano sem fins lucrativos de mergulhadores e dedicado às preservação e pesquisa oceânicas.
Em 1989, o grupo reuniu um painel de cientistas marinhos, incluindo a Drª. Eugenie Clark, para escolher áreas subaquáticas que consideravam ser dignas de proteção. Os resultados foram anunciados no Aquário Nacional, em Washington DC, pelo ator Lloyd Bridges, estrela da série de TV Sea Hunt:
- Palau
- Barreira De Corais De Belize
- Grande Barreira De Corais
- Fontes hidrotermais
- Ilhas Galápagos
- Lago Baikal
- Norte do Mar Vermelho

### Sete Maravilhas do Mundo Industrial
A autora britânica Deborah Cadbury escreveu a obra Sete Maravilhas do Mundo Industrial, um livro contando as histórias de sete grandes proezas da engenharia entre o século XIX e início do século XX. Em 2003, a BBC exibiu um docudrama de sete partes que explorou as mesmas proezas, com Cadbury como produtor. Cada episódio dramatizou a construção de um dos seguintes maravilhas industriais:
- SS Great Eastern
- Farol de Bell Rock
- Ponte do Brooklyn
- Sistema de esgoto de Londres
- Primeira Ferrovia Transcontinental
- Canal do Panamá
- Represa Hoover

### Outras listas de maravilhas do mundo
Inúmeros outros autores e organizações compuseram listas das maravilhas do mundo. O escritor de viagens Howard Hillman publicou dois livros sobre o assunto, um com dez maravilhas artificiais e outro com dez maravilhas naturais. Ronald W. Clark, biógrafo, escritor científico e novelista britânico, publicou um livro de maravilhas naturais e artificiais intitulado Maravilhas do Mundo, que lista 52 maravilhas, uma para cada semana do ano.

## Sete Maravilhas do Sistema Solar
Em um artigo de 1999, o periódico Astronomy listou as Sete Maravilhas do Sistema Solar. O artigo foi mais tarde transformado em um vídeo:
- Encélado
- A Grande Mancha Vermelha
- A cintura de asteroides
- A superfície do Sol
- Os oceanos da Terra
- Os anéis de Saturno
- O Monte Olimpo

## Na cultura popular
A série de jogos de computador Civilization apresenta muitas maravilhas do mundo de todas as épocas. Estas podem ser construídas por qualquer civilização, independentemente de qual civilização construiu-as na realidade. Em Civilization V, "maravilhas naturais", tais como o Monte Fuji e o Old Faithful foram adicionadas. Mecanismos de maravilhas semelhantes a esse são encontrados em outra série de jogos eletrônicos, a Rise of Nations.